# Chełmno
|  | Denne artikel er om den polske by Chełmno, for udryddelseslejren ved landsbyen Chełmno nad Nerem, se Chełmno udryddelseslejr |
Chełmno (tysk: Kulm) er en by i det nordlige Polen tæt på floden Wisła med omkring 20.000 indbyggere. Chełmno har ligget i województwo kujawsko-pomorskie siden 1999. I perioden 1975–1998 var byen i województwo toruńskie.

## Historie
Chełmno var den historiske hovedstad i landskabet ziemia chełmińska (tysk: Kulmerland).
Hertug Konrad af Masovien inviterede i 1226 Den Tyske Orden til Kulmerland, og området var i ordenens Østersø-statsdannelse indtil 1466 hvor Chełmno blev indlemmet i Polen efter Den Tyske Ordens nederlag i trettenårskrigen (1454-1466) til Prøjsen og Polen. Byen blev i denne periode en velstående Hansestad.
I 1772 ved den første deling af Polen-Litauen blev byen overtaget af Kongeriget Prøjsen. Mellem 1807 and 1815 var Chełmno en del af Hertugdømmet Warszawa, men blev igen annekteret af Prøjsen efter Napoleonskrigenes afslutning. Chełmno blev givet til Polen i 1920 efter 1. verdenskrig.